# Cimitero di Sainte-Marguerite
Il cimitero di Sainte-Marguerite (Cimitero di Santa Margherita), fu un cimitero parrocchiale che sorgeva tra Parigi ed il villaggio di Charonne, al 36 rue Saint-Bernard, accanto alla Chiesa di Santa Margherita nell'XI arrondissement. Verso la fine del XVII secolo, questo cimitero venne assegnato alle sepolture dei ghigliottinati che venivano giustiziati presso la Place de la Bastille (piazza della Bastiglia) e la place du Trone (piazza del Trono, oggi Place de la Nation).
In occasione della chiusura di tutti i cimiteri parrocchiali (fra la fine del XVIII secolo e l'inizio del XIX secolo), tutti i defunti presenti nel cimitero di Sainte-Marguerite furono trasferiti al cimitero di Picpus: è possibile che in questo cimitero venne sepolto anche il corpo del giovane Luigi XVII.

## Le sepolture dei ghigliottinati
Durante la Rivoluzione francese fu uno dei quattro cimiteri di Parigi utilizzati per la sepoltura dei ghigliottinati, tutti inumati in fosse comuni.

## Controversia
Esiste una controversia sull'esatta identità di Luigi XVII, in cui i sostenitori della sopravvivenza e della sua possibile fuga contano sulla competenza di due corpi esumati, i quali tenderebbero a dimostrare che Luigi XVII non fu sepolto qui.
I lavori sulle esumazioni delle fosse comuni sono a tutt'oggi continue.
(François Loyer)
(su Luigi XVII)

## Locazione
Adiacente all'omonima chiesa collegiata (quest'ultima ancor oggi esistente), il cimitero era situato fra le attuali: Rue Saint-Bernard, Rue Charrière e Rue de la Forge Royale.